# Pataca
Pataca é o nome de quatro moedas, sendo que apenas uma delas tem atualmente valor legal (a pataca de Macau).

## Pataca "mexicana"
A pataca era uma moeda de prata, com o valor de 320 réis que foi emitida pelo governo português até o século XIX.
O nome "pataca" deriva-se da moeda de prata de oito reais mexicanos.
Antigamente era popular na Ásia, conhecidos em português como "pataca mexicana".

## Pataca de Timor Português
Pataca timorense foi a moeda da colónia de Timor Português entre 1894 e 1959, exceto pelo período compreendido entre 1942 e 1945, quando foi ocupada pelos japoneses durante a Segunda Guerra Mundial, e foram introduzidos o florim das Índias Orientais Neerlandesas e a rupia das Índias Orientais Neerlandesas. Era equivalente à pataca de Macau e subdividida em 100 avos.

## Pataca de Macau
A pataca (abreviação: MOP), subdividida em 100 avos, é a moeda oficial da Região Administrativa Especial de Macau da República Popular da China.
O Governo de Macau, na altura uma colónia portuguesa, querendo criar a sua própria moeda oficial, autorizou, em 1901, o Banco Nacional Ultramarino (BNU) a emitir notas com a denominação de patacas. As primeiras notas impressas começaram a entrar em circulação em 1906 e 1907.  A sua cotação está indexada à cotação do dólar de Hong Kong.
A pataca tornou-se então a moeda oficial de Macau, substituindo o real ao câmbio de 1 pataca = 450 réis.
A partir de 1995, o Banco da China passou a ser também responsável pela impressão de notas.
A pataca encontra-se oficialmente indexada ao dólar de Hong Kong, cuja circulação em Macau é livre. A taxa de câmbio é de MOP$103,20 para HK$100, com uma ligeira variação até 10%. Cerca de 12 a 13 Patacas equivalem a 1 euro e cerca de 7,8 a 8 Patacas a 1 dólar estadunidense. Dado que a Pataca está indexada ao Dólar de Hong Kong e esta ao Dólar estadunidense (USD), a variação do valor da Pataca em relação ao USD é pequena. Contudo, o mesmo não se passa em relação ao Euro, que em 2003 valia entre 8 a 9 Patacas e em Julho de 2008 chegou a valer 13 Patacas.

## Pataca do Brasil
No Brasil, a pataca era uma moeda de prata, de origem portuguesa.
As patacas foram as moedas que por mais tempo circularam  no país — de 1695 a 1834. A série era composta por moedas de 20, 40, 80, 160, 320 e 640 réis. O valor de 320 réis — pataca — deu nome à série. Pesava 8,96 gramas (em média) com teor de prata de 917 por mil. De 1810 a 1834, foi também cunhada uma outra moeda de prata, que valia 960 réis ou 3 patacas — o chamado patacão.  Já a moeda de 160 réis está na origem da expressão popular de meia-pataca, que designa alguma coisa de pouco valor ou de má qualidade. A série chegou a ser cunhada no Brasil até 1821, nas casas da moeda de Pernambuco, Bahia, Rio de Janeiro e Minas Gerais.

Em 1834, a Casa da Moeda do Rio de Janeiro cunhou uma nova série de moedas de prata para substituir as patacas, que circularam durante o período colonial. O valor de 400 réis — cruzado — deu nome à série.

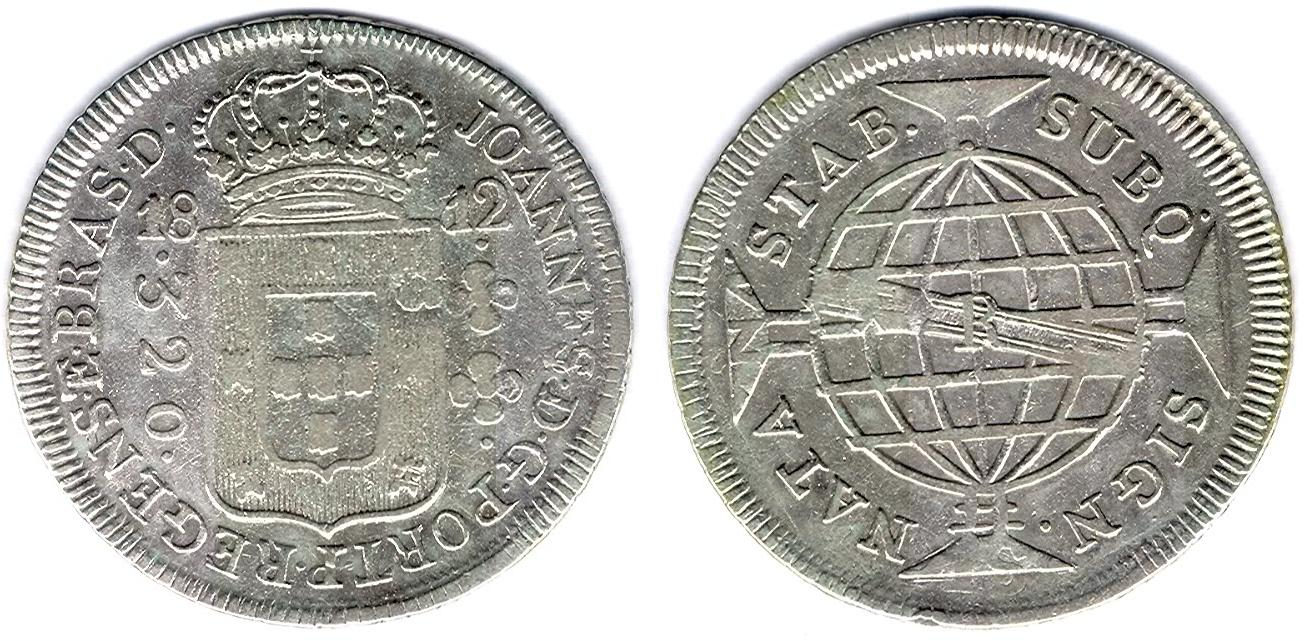
Pataca brasileira de prata, 320 réis de 1812. Casa da Moeda do Rio de Janeiro

## Na ficção
A Disney já lançou filmes e revistas em quadrinhos com uma moeda desse nome. Em algumas revistas do Pato Donald, a moeda da também fictícia cidade de Patópolis tem o nome de "pataca", que também era o nome da moeda que, em Toy Story 3, os brinquedos da Sunnyside estavam apostando no jogo de baralho.